# Etheriidae
Etheriidae zijn een familie van tweekleppigen uit de orde Unionoida.